# Askepop - the movie
Askepop – the movie er en dansk musicalfilm fra 2003, instrueret af Charlotte Sachs Bostrup efter manuskript af Torvald Lervad. Den er en filmatisering af teatermusicalen AskePOP, der havde mange af de samme medvirkende.

## Medvirkende
- Sofie Lassen-Kahlke – Mille
- Karl Miller Bille – Topper
- Joachim Knop – Johnny
- Pernille Schrøder – Puk
- Peter Oliver Hansen – Pepperoni
- Lars Lohmann – Volle
- Bente Eskesen – Mor/Moster
- Xenia Lach-Nielsen – Viola
- Claus Bue – Sankt Peter
- Henrik Prip – Gabriel
- Michel Castenholt – Godard